# NGC 2259
NGC 2259 (również OCL 492) – gromada otwarta znajdująca się w gwiazdozbiorze Jednorożca. Odkrył ją William Herschel 1 stycznia 1787 roku. Jest położona w odległości ok. 10,8 tys. lat świetlnych od Słońca.